# اولگ ژربتسکی
اولگ ژربتسکی (انگلیسی: Oleg Zherbetskyy؛ زادهٔ ۱۵ اوت ۱۹۸۶) ورزشکار اهل اوکراین است.
او از لژسواران در بازی‌های المپیک زمستانی ۲۰۰۶ بوده است.